# Décès en mars 1926
Décès
- 1922
- 1923
- 1924
- 1925
- 1926
- 1927
- 1928
- 1929
- 1930

Pour une information complémentaire, voir la page d'aide.

| Date   | Nom           | Pays              | Activités                       | Âge | Source |
| ------ | ------------- | ----------------- | ------------------------------- | --- | ------ |
| 9 mars | Fatix Ämirxan | Drapeau de l'URSS | Éditeur et écrivain soviétique. | 40  |        |